# Tomoderus mussardi
Tomoderus mussardi es una especie de coleóptero de la familia Anthicidae.

## Distribución geográfica
Habita en Sri Lanka.